# 情報革命
情報革命（じょうほうかくめい、英: Information revolution）とは、情報が開拓されることによって、社会や生活が変革することである。情報技術 (Information technology = IT) の開発により加速したため、後述のIT革命（アイティーかくめい）、情報技術革命（じょうほうぎじゅつかくめい）とよく混同される。
元々はイギリスの科学者でマルクス主義者の John Desmond Bernal が1939年の著書にマルクス主義の枠内で最初に用いた言葉だが、現在ではマルクス主義とは別に広く定着している。

## トフラーの考える端緒
情報革命は古今東西で様々に論じられているが、ここでは現代人の見解を代表するものとしてアルビン・トフラーの考え方をたたき台とする。情報革命は、それに先立つ農業革命と工業革命の二者と相対的な概念である。つまり、作物の生産手段となる土地、および製品の生産手段となる工場が社会を支配した時代と比べて、情報が土地・工場の支配的地位を揺るがした時点に情報革命の端緒があるという。巷では情報技術が市民生活に浸透した時点（次節のIT革命）を情報革命と呼ぶことがある。しかし、この考え方は往々にして社会現象の起こりを無視し、ときどきの情報技術を売り込むための方便にもなる。
トフラーは情報革命の始まりとしてキャッシュレジスターを挙げている。これはスーパーマーケットなどの小売店で活用された。そして小売店は売れ筋などの正確な需要値を弾き出し、有利な条件で工場主たるメーカーと仕入れ交渉に臨むことができた。レジの発明された時期を考えると、この革命のタイミングは相当に早い。一方、トフラーは政治の世界でも革命がおきて、武力よりもロビー活動などに用いる情報が物を言うようになったことを指摘している。この認識は情報戦の重要性が増したという意味でなら正しいが、海底ケーブルや無線通信、ウェブ、エニアックといった情報技術は、戦争における技術競争の過程で大きく進化し、さらにロビー活動などにとどまらずその手段としても使われているのが実情である。

## IT革命の進行・歴史
一般的に知られるIT革命は情報技術 (IT) が広範な社会需要に直結し、全人類の生活を大きく変えうるに至った1990年代末〜2000年代初頭を指すことが多いが、その革命の動きは電信や電話が発明され高速な情報伝達が可能になったり、ITが発明され情報処理の自動化が可能になった時から潜在的に進展してきており、21世紀以降も多数の新技術の登場により加速度的に進行中である。

### 前史

#### 情報理論が切り開いた全く新しい世界
IT革命の進展には1948年の情報理論の提唱が大いに寄与している。情報理論は情報が内包するパターンの体系的な理解を人類史上で初めて可能にしたため、情報を扱うための高度な機械（つまりはコンピュータ）を厳密に設計して建造することが可能になった。
情報理論以前にも、既に機械工学を応用した階差機関やZuse Z1等の特定用途向け計算機や、特定用途の制御や計算を行うためのリレー回路が実現されていたが、各製作者は理論が無いまま神業的な勘に頼って調整を繰り返して製作したり、神業的な勘の延長にあるような個人技として独自理論をゼロから考案した上で製作したりする例が多かった。仕組みとしては、純粋な機械的動作による計算か、電子化されていたとしてもソフトウェアなどなく、リレー回路を用いたワイヤードロジックのみによる計算が主で、1971年以降マイクロプロセッサで行われているようなことの基本部分が、人間よりも大きい大型の機械装置で実現されていた。
それら前史時代の計算機の製作者も汎用性のある計算機の製作を志向し、1837年にはチャールズ・バベッジが解析機関で情報やチューリング完全のアイデアを暗黙のうちに考案していた。1930年代には世界に先駆けて中嶋章が、理論が全くない中で「リレー回路の接点群のつなぎ方から多数の起こり得る組合せを漏れなく頭の中で検討する」という、頭脳をいたずらに酷使する方法で作っていた先人の各種のリレー回路の実績（例えば電話交換機）から定石となっていた典型的な回路構成を抜き出し、それら定石を分析して独自にブール代数に相当する（但し中嶋は数年後になってから気付いた）スイッチング理論の原型を考案し、リレー回路の設計作業の効率化に成功した。また、中嶋章はその後もスイッチング理論の可能性を信じて研究を継続したものの、太平洋戦争の開戦により別分野への転属を命じられ継続を断念した。中嶋章が先鞭をつけたスイッチング理論は情報革命を根本から支える重要な理論であり、後にデジタルシステムの論理設計の基礎理論として欠かせないものとなった。
しかし、そのような前史時代には世界共通の理論も無いまま暗中模索の末に限定的にコンピュータの仕組みが実現された程度に留まり、厳密かつ体系的に情報を説明できる者は世界のどこにも居なかったため、計算機の製作者の間でも基礎的な部分での認識が食い違っており、以降の発展可能性にも限界が見え始めていた。
1948年にクロード・シャノンによって提唱された情報理論はそのような厳密さと客観性に乏しい独自理論から一歩進み、情報そのものを数学を用いて客観的かつ体系的に記述するための基礎的な言語となった。そして、情報や情報処理を厳密に設計可能にしたことで、従来の方法であった「神業的な勘」や「独自理論」では不可能な、より高度なコンピュータや通信の仕組みを設計できるようになり、高度で効率的な自動制御に支えられる現代社会への扉を開いた。
また、従来属人的であった計算機製作について世界的に知識を共有して協業を行う事もできるようになり、以降PC/AT互換機などの決定版となる標準規格の登場まで数十年の時間が掛かるもののコンピュータの標準規格策定への道を歩み始めることになった。この時代以降、演算装置の中核を担うスイッチング理論も加速度的な発展を見せ始める。

#### コンピュータの性能向上・小型化・オンライン化
情報技術は戦後社会でスピンアウトし、次第に進歩が加速して行った。計算機の開発と利用は典型である。1947年、AT&Tベル研究所のウォルター・ブラッテン、ジョン・バーディーン、ウィリアム・ショックレーらがトランジスタを発明。翌年に国際決済銀行の廃止が棚上げされたが、おそらくここで国際決済を中央銀行間でオンライン処理する技術が研究され始めた。そしてIBM社が1952年に初の商用のプログラム内蔵式コンピュータ IBM 701 を、1956年にやはり初のハードディスクドライブを発売している。同社は後にセデルという国際証券集中保管機関を積極的に技術支援する。
太平洋戦争終戦後の日本では、戦時中に国内では知られていなかった米英諸国との大きな技術格差がまざまざと明らかになり、電子計算機についても米英諸国に追随するようにして技術開発が開始された。最も先駆的な国産電子計算機の開発プロジェクトとして、1950年代初頭にFUJIC，TAC，阪大計算機の3つの開発プロジェクトが始動した。1949年3月に富士写真フイルムの岡崎文次によりレンズ設計における光学計算を行うためのFUJICの開発に向けた基礎研究が開始された。1951年には東京大学の山下英男を中心とする雨宮綾夫、三田繁らの研究グループによりTACの開発が開始された。1953年には大阪大学の城憲三研究室の牧之内三郎，安井裕などの研究グループにより阪大計算機の開発が開始された。続いて、1957年、日本電信電話公社の電気通信研究所で MUSASINO-1 が開発された。さらに1959年、日本国有鉄道が日本初のオンラインシステムであるマルス1を導入した。世界の主流となったトランジスタ・コンピュータとは全く別の流れとして、1954年には後藤英一により日本独自の論理素子であるパラメトロンが発明され一時はコンピュータに使う真空管やトランジスタの使用数を大幅に減らせるとしてパラメトロン・コンピュータが多数建造（前述のMUSASINO-1もその1つ）されたものの、後に性能が向上した接合型トランジスタと比較して動作周波数が低く消費電力も大きく応用範囲の広さでも負けたため、合理性がなく普及しなかった（21世紀に量子コンピュータの量子ビット素子として再注目された）。
1964年、インテルサットが設立される。人工衛星を利用した国際通信の時代が到来。同年、コントロール・データ・コーポレーションが CDC 6600 を製造開始。これは世界で初のスーパーコンピュータとも言われる。そしてユーロクリアが設立された1968年は、ダグラス・エンゲルバートがマウスやウィンドウなどをデモンストレーション、さらにIBM 製オペレーティングシステム (OS) によるタグ検索システムFRESSが開発された。セデルの設立された1970年は、インテルが世界初の DRAMである Intel 1103 を発売した。セデルの決済業務は当初こそファクシミリを使用していたが、おそらく設立後数年で、IBM社の技術支援を受けてコンピュータを利用するようになった。
1971年11月15日、日本のビジコンと米国のインテルによって共同開発された世界初のマイクロプロセッサであるIntel 4004の出荷が開始された。マイクロプロセッサの登場は、コンピュータのダウンサイジングと高性能化が加速して行く契機になった。インテルはマイクロプロセッサの研究開発を継続し、多大なシェアを獲得して世界最大のCPUメーカーに成長して行くことになった。1976年、NECが TK-80 を発売。初期のマイコンとしてコンピュータを小型化する研究の起爆剤となった。以降、1980年代にかけて個人でコンピュータを所有する「パーソナルコンピュータ」というアイデアが徐々に実現されて行った。
コンピュータ自体の洗練とともに、研究機関や企業を中心にオンライン化も拡大し、加速して行く。1969年、インターネットの起源であるARPANETがパケット通信の研究のために4ノード構成で稼働を開始した。1971年から1973年、ARPANETとは独立に、チリで計画経済における生産管理のための全国的なネットワークを構築するサイバーシン計画が実行される。1973年、国際銀行間通信協会と全国銀行データ通信システムが稼動した。1978年にはアメリカのシカゴで最初の電子掲示板「CBBS」が開設された。翌年、オラクル社が商用初の関係データベース製品である Oracle 2 をリリース。コンピュータネットワークにセキュリティシステムが実装された。

##### パーソナルコンピュータや家庭用ゲーム機の本格的な販売開始
1977年、アメリカでアップルコンピュータが従来からあるような自作キットではなく完全な完成品として利用する敷居を大幅に下げたパーソナルコンピュータである「Apple II」を発売して大ヒットしたことで、パーソナルコンピュータ時代の幕が開けたとする説がある。セデルでジェラール・ソワソンが変死した1983年、日本で家庭用ゲーム機のファミリーコンピュータ（任天堂）が発売された。パーソナルコンピュータ（パソコン）およびオペレーティングシステムについては、1984年に Macintosh （Apple Computer）、翌年に Windows 1.0 （マイクロソフト）が売りだされた。また、1986年にインターネット技術の標準化を策定する Internet Engineering Task Force (IETF) が設立された。1973年から構想されていたダイナブックは1989年に東芝により具体化される（「Dynabook (企業)#dynabook」を参照）。この時代からインターネットの本格普及までの間、コンピュータの個人所有という考え方が一般にも少しずつではあるが広まっていった。

### インターネットの商用開放の黎明期
こうして情報環境の開発が多角的に進んでゆく中、1990年代に産業はサービス化を加速させた。特に、純粋に学術用の国際ネットワークとして運用されていたインターネットが1995年に商用開放されたことは非常に大きな意味を持った。1990年にGUIベースの情報公開・閲覧の仕組みであるWorld Wide Webが提唱され、1993年にはCGIが提唱され、1995年にはインターネットが商用利用可能になり、Google以前に英語圏で主流となった検索エンジンのAltaVistaもサービス提供を開始した。同年に一般のPC上に完全なGUI環境を提供するMicrosoft Windows 95が発売され本格的なIT革命への足掛かりが作られると、インターネットを利用する上で不可欠なブラウザの開発が加速することになった。次に、1995年にJavaやJavaアプレット、1996年11月にAdobe Flashが公開され、リッチインターネットアプリケーションへの扉が開かれた。1997年頃からは世紀をまたぐブラウザ戦争が起きた。この当時にダイナミックHTMLという技術が現れ、後のAjaxの礎となった。1999年にはRFIDが開発され、IoTという用語が提唱された。World Wide Webにアクセスする際の入口となるポータルサイトのシェア争いも起き、インターネット接続サービス・ポータルサイトを提供するAOLは、ビル・ゲイツによるAOL買収に応じない対抗措置としてのMSNのサービス開始やYahoo!といった新進ポータルの台頭などで何度か危機に見舞われながらも2000年のタイム・ワーナー買収までは急速に成長を続け、1990年代後半から2000年代初頭までのインターネット業界では最も有名なブランドとなった。
1996年頃から下記のようなサービスが雨後の筍のように現れた。現代の大手サービス群がこの時代に提供を開始している。後にGAFAMの一角を形成するAmazon.comやGoogleに代表されるWeb系ベンチャーが多数起業した。SixDegrees.comというSNSが1997年にサービス提供を開始した。日本ではYahoo!Japan株式会社やソフトバンク、楽天、サイバーエージェント、ライブドア（オン・ザ・エッヂ）がこの頃創業した。しかし、バブル崩壊による失われた10年の期間であり、企業が投資を減少させている最中であったため、このタイミングの悪さが後々まで響くことになった。
一般にはパソコンすらも良く理解されていなかった当時、専門家以外であれば「ディスプレイ」「キーボード」「マウス」「ソフトウェア」「デバイス」「プロバイダ」「ダウンロード」「アップロード」などの見慣れないカタカナ用語のオンパレードに混乱を来すことが普通であって、しかも低速度・高額のナローバンドがほとんどであったため、インターネットの利用は非常にハードルが高かった。前述の技術やサービスに対しても、ビジネス的な有用性は十分に見いだされていなかった。日本においては企業や流行に敏感な若者などが「英語で世界へ向けて情報発信する」という目的でインターネットに参入したものの、その情報が海外の需要に応えていたとは言い難い側面があった。なぜならば当時の海外で日本から求められる情報はもっとマニアックなものであったためである。もうひとつの波としてコンピューター等のマニア層が存在し、初期のインターネット利用者はマニアックな知識を要求するパソコン通信から流れてきた住民が多く、あめぞうや初期の2ちゃんねるに代表されるようなマニア層が活発的な活動を行っていた。利用者がごく一部に限られながらも、インターネットは紛れもなく後のネット社会を支える社会インフラの原型であった。この時代の技術やサービスは荒削りなものが多く、2000年代以降も継続して改善されていった。日本では2000年2月22日にYahoo!の株価が国内の上場株として初めてとなる1億円超えの1億6790円を付け、これが日本のITバブルの絶頂期を象徴する出来事となった。しかし、このような行き過ぎた出来事を境にして同年の2000年頃からITバブルの崩壊が始まり、淘汰の波が襲った。
コンピュータのダウンサイジングが進み、実用的なノートパソコンや携帯電話などが登場して「モバイル」という考え方が一般に知られたのも1990年代である。1990年代に端を発するモバイルコンピューティングの普及は、2000年代後半以降のスマートフォンの爆発的普及に繋がることになる。
各種センサーと通信機器を用いることで遠隔監視を行うことにより効率の高い警備を可能にした機械警備の対象施設数も、1990年代から右肩上がりで伸び始めた。

### IT革命の始動
20世紀最後の年の2000年6月には日本の内閣府の経済審議会が取りまとめた「経済社会のあるべき姿と経済新生の政策方針」の実現に向けてという計画書の中で「IT革命」という用語が初めて用いられた。その中でのIT革命の定義は、下記の通りである。
21世紀に入り、一定額を支払えば接続し放題となる定額制のブロードバンド回線やデータ通信端末、公衆無線LAN、3G携帯電話、ノートパソコンなどの普及によって、どこでも常時インターネットに接触できる環境が整いはじめ、情報技術が産業だけでなく個人にも広く浸透することとなった。この頃から、仮想空間での交流が、マニアだけが理解できる難しいものから一般人も参加する日常的なものへと姿を変えて行った。この成熟した情報社会では、単にマルウェアを避けるというだけではなく、取得できる情報の性質が媒体により異なることを理解し、媒体を使い分けるための情報リテラシーが市民レベルで求められるようになった。
Web 2.0と呼ばれる流れが発生し、多数のSNSも現れ、2005年のAjaxの提唱に代表される動的なウェブサイトが登場した。2008年のiPhoneのヒットにより、多数のスマートフォンが登場し世界中で爆発的に普及、生活に欠かせない道具と化して社会生活に深く浸透していった。
2000年代後半に入ると、ゲーム機のオンライン対応が進み、GPUやゲーミングパソコンも低価格化したことで、オンラインゲームがマニアだけではなく一般への普及を本格的に開始した。

### IT革命の成熟と第四次産業革命への移行

#### 2010年代

##### ITの技術革新が日常となった時代
2010年頃になると、もはやITを利用することやITの技術革新が起きること自体が日常化し、IT革命も特別に意識されなくなった。この当時、オンラインで膨大なデータが集積されている事実が注目され、ビッグデータが次世代のキーワードとなった。以前と比べれば安価かつ高性能になったコンピュータを多数集積したコンピュータ・クラスターを前提としてMapReduceなどのプログラミングモデルで分散処理を行うことが増えた。同じく2010年頃から、多数のサーバーを手軽に導入・運用できるようにするために、インターネット越しに仮想マシンを利用することができるクラウドコンピューティングの普及が本格的に始まった。この当時、Amazon Web Services，Google Cloud Platform，Microsoft Azureといった大手のクラウドサービスが出揃い、シェアの獲得競争を開始した。Webブラウザだけで操作が完結できるクラウドサービスの手軽さから、迅速に大量の仮想マシンを用意して活用する時代に突入した。レトロニムとして、自身が保有する施設内にサーバーを用意して情報システムを構築する形態はオンプレミスと呼ばれるようになった。長らく停滞していた人工知能(AI) 開発も進展し、2012年にディープラーニングによってAIが物体認識に成功したことが世界中に衝撃を与え、次世代の技術として人工知能が有力視されるようになった。また、シングルボードコンピュータが安価に販売されるようになり、モノのインターネット (IoT) という概念が注目され始めた。IoTデバイスがセンサーとなり、実空間からインターネットにアップロードされるデータ量が大幅に増加した。ビッグデータを背景にAIやIoTが急速に進化し始め、物理的対象のデジタル複製を作成してシミュレーションモデルとして活用するデジタルツインの試みが開始された。その結果として、21世紀前半の第四次産業革命 (4IR) の到来が予想されるようになった。第三次AIブームによってGPUの需要が急速に拡大し、世界中でGPUの奪い合いが起きるほどになった（GPUの供給はNVIDIAがほぼ独占した）。SNSにより共有経済が浸透し、中央集権的なECサイトの補完として活用されるようになった。さらにスマートフォンの普及でセンサやモーターの価格が安くなり、ドローンやロボットなどの無人機が多数開発され、安価に入手できるようになった。こうした状況を受けて、義務教育におけるプログラミング教育も開始された。

#### 2020年代
2020年には新型コロナウイルス (COVID-19) のパンデミックが起き、感染拡大防止のため前倒し的な形で世界的なテレワークへの実験的移行が起きた。この時、IT革命開始以後に順次整備されてきた通信インフラがフル活用されることになり、多くの産業で実験的なテレワークを前提としてビジネスモデルやロジスティクスの転換が行われた。2030年に向けてAIや5Gなどの技術・通信インフラとも結びついて、さらなる社会の変革が進展していくと考えられている。
コンテンツの観点では、2020年代にはコンピュータで違和感が少なく人間を表現する事も可能になりつつあり、スキャンダルを起こさず24時間365日稼働が可能であることから、バーチャルアイドルやAIタレントがCMに起用されることも増えてきた。この頃にはインターネット上に多様な仮想世界が構築されており、子供から大人まで国際的に仮想世界で交流を行う事も当たり前になった。

##### 生成AIブーム
2022年11月にOpenAIがリリースしたChatGPTによって専門家のみならず一般人も巻き込む形で生成AIブームが発生した。ChatGPTが実現した人間らしい回答によって、汎用人工知能（AGI）と、続いて実現される人工超知能（ASI）の実現に向けた議論（否定的な議論も含む）が一層活発化した。生成AIのために多数のGPUが必要であるため、世界的なGPUの奪い合いも更に激化した。

##### ITを軸とした国際競争の激化と国家権力を超越するビッグ・テック
情報技術の開発競争やインターネットによる情報発信は国家間の覇権争いに直結し、米と中露に代表される政治衝突にも関与することになった。また、国家権力を超える力を持つに至ったビッグ・テックと国家の全面対決も行われるようになった。戦争のIT化も大幅に進んでおり、2022年ロシアのウクライナ侵攻や2023年パレスチナ・イスラエル戦争では人工知能技術が多数投入され、情報技術を駆使したネットワーク化された部隊が迅速に戦域の情報を共有して戦闘を行ったり、支援国の間でサイバー攻撃を行うなどしている。
一方、EU諸国は規制偏重となり、かつての「電子立国」日本は国際競争から完全に置いて行かれ、若者すらデジタル機器を苦手とするものが多い状態となっており、2020年のコロナ禍対応で明らかになったデジタル面での問題から行政関係者を中心に「デジタル敗戦」という言葉が使用された。
2021年10月には日本の新経済連盟がデジタル経済下での成長戦略についての提言の中で日本の「デジタル小作人」化への懸念を表明し、2022年7月には日本の経済産業省/デジタルアーキテクチャ・デザインセンターが報告書で、「日本の生活や企業活動において外国の製品やサービスが前提となってしまい、日本の産業がどれだけ働いても富むことができない状況」というより直接的な意味で「デジタル小作人」という言葉を使用した。
「デジタル小作人」や「デジタル敗戦」という言葉の出現は、日本のIT産業やIT活用の大きな遅れを明確に示す出来事となった。

### 情報革命の結果
21世紀の人類は、IT革命に始まって加速度的に多数の情報技術が開発される社会の中で、情報技術を駆使して非常に効率的に課題解決を行うことが前提となっており、もはや望んでもかつての産業社会には後戻り出来ない段階に入っている。また、膨大な情報の流通により、社会構造は複雑化の一途を辿っている。革命の定義通り、20世紀までの状況からすれば想像を絶するような段階に入っている。